# 古代魚

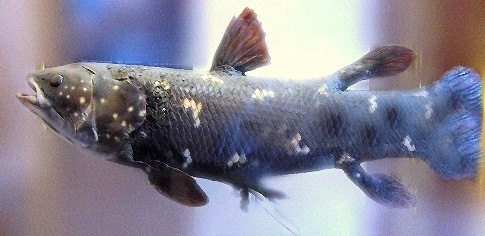
シーラカンスは今でこそ代表的な古代魚の一つとして挙げられるが、1938年の生体発見は世界的なニュースとなった

古代魚（こだいぎょ）とは、古生代や中生代の化石として知られ、絶滅せずに現在まで生き残ってきた魚類の総称である。いわゆる「生きている化石」に含まれる。
特に硬骨魚類の一部に対して用いられるが、はっきりした定義のない用語であるため「硬骨魚の中で古い系統に属するもの」程度の扱いである。無顎類や軟骨魚類は硬骨魚類よりも古い段階で分化したものとされているが、これらを古代魚に含むことは少ない。
これらの多くは過去に大いに繁栄したが、その後数度の大量絶滅で仲間のほとんどが死に絶え、少数が現在まで生き残っている「遺存種」である。おもな分類群では以下のようなものが挙げられる。
- 肉鰭綱 Sarcopterygii
  - シーラカンス亜綱 Coelacnathimorpha
    - シーラカンス目 Coelacanthiformes - シーラカンス（ラティメリア）

  - ハイギョ亜綱 Dipnotetrapodomorpha
    - ケラトドゥス目 Ceratodontiformes -  オーストラリアハイギョ（ネオケラトドゥス[注釈 1]）
    - レピドシレン目 Lepidosireniformes - ミナミアメリカハイギョ（レピドシレン）、アフリカハイギョ（プロトプテルス）
- 条鰭綱 Actinopterygii
  - Cladistia 亜綱
    - ポリプテルス目 Polypteriformes - ポリプテルス、アミメウナギ

  - 軟質亜綱 Chondrostei
    - チョウザメ目Acipenseriformes - チョウザメ類

  - 新鰭亜綱 Neopterygii
    - ガー目[注釈 2] Lepisosteiformes - ガー
    - アミア目 Amiiformes - アミア
    - ヒオドン目 Hiodontiformes - ヒオドン
    - アロワナ目 Osteoglossiformes - アロワナ、ピラルクー、エレファントノーズフィッシュ、ナイフフィッシュ、ナイルアロワナ、バタフライフィッシュ（パントドン）など

いくつかの例外もあるがほとんどに共通する特徴として、分布域と個体数が限られていること、大型の肉食魚であること、肺から鰾への変化が不完全で空気呼吸ができること、体は流線型のものが少なくあまり機敏ではないことなどが挙げられる。
中には食用や観賞魚として珍重されるものもいる。